# Język gwara
Język gwara (iGwara) – słabo poznany język plateau z Nigerii. Po raz pierwszy został odnotowany przez Rogera Blencha w 2009 roku. Wykazuje znaczne podobieństwa do spokrewnionego języka idun (idũ), choć niektóre z nich mogą wynikać ze zjawiska zapożyczania.
Jest zagrożony wymarciem.